# Knight Rider
Knight Rider (conocida como El coche fantástico en España, El auto increíble en México y El auto fantástico en el resto de Hispanoamérica) es una serie de televisión estadounidense de los años ochenta (1982-1986).

## Protagonista
El personaje protagonista de la serie, Michael Knight (interpretado por el actor David Hasselhoff), es un defensor de los pobres y desamparados, cuyo nombre real es Michael Long, que combate la injusticia conduciendo un prototipo de alta tecnología. El automóvil, llamado KITT (Knight Industries Two Thousand), incorpora una computadora central, que realmente es una IA (inteligencia artificial) autoconsciente, altamente inteligente y con capacidad de hablar e interactuar como si fuese una persona real. El modelo de automóvil que se utilizó en la serie para encarnar a KITT era un Pontiac Firebird Trans-Am V8. Producida por Glen A. Larson, la serie fue un hito para los adolescentes y preadolescentes de la época y lanzó a la fama a Hasselhoff. Michael y KITT eran destinados a misiones especiales por Devon Miles (Edward Mulhare), el cual aparecía en cada capítulo enviando a Michael y a KITT a cada misión. Bonnie Barstow (Patricia McPherson) y April Curtis (Rebecca Holden) fueron las mecánicas de KITT en la serie. Era la primera vez que una mujer se hacía cargo de un automóvil en una serie. Bonnie estuvo en la primera, tercera y cuarta temporada, mientras que en la segunda temporada estuvo ausente porque Patricia McPherson tuvo diferencias con los ejecutivos. Fue reemplazada por Rebecca Holden interpretando a April, la cual no gustó a los seguidores de la serie y los ejecutivos decidieron traer de nuevo a Bonnie. Reginald Cornellius III, RC para abreviar, fue la última incorporación regular a la serie. Interpretado por Peter Parros, se encargaba de ayudar a Devon y Bonnie en lo que necesitasen, y algunas veces ayudaba a Michael con algún caso en especial. Peter Parros fue regular desde el primer episodio de la cuarta temporada.

## Sinopsis

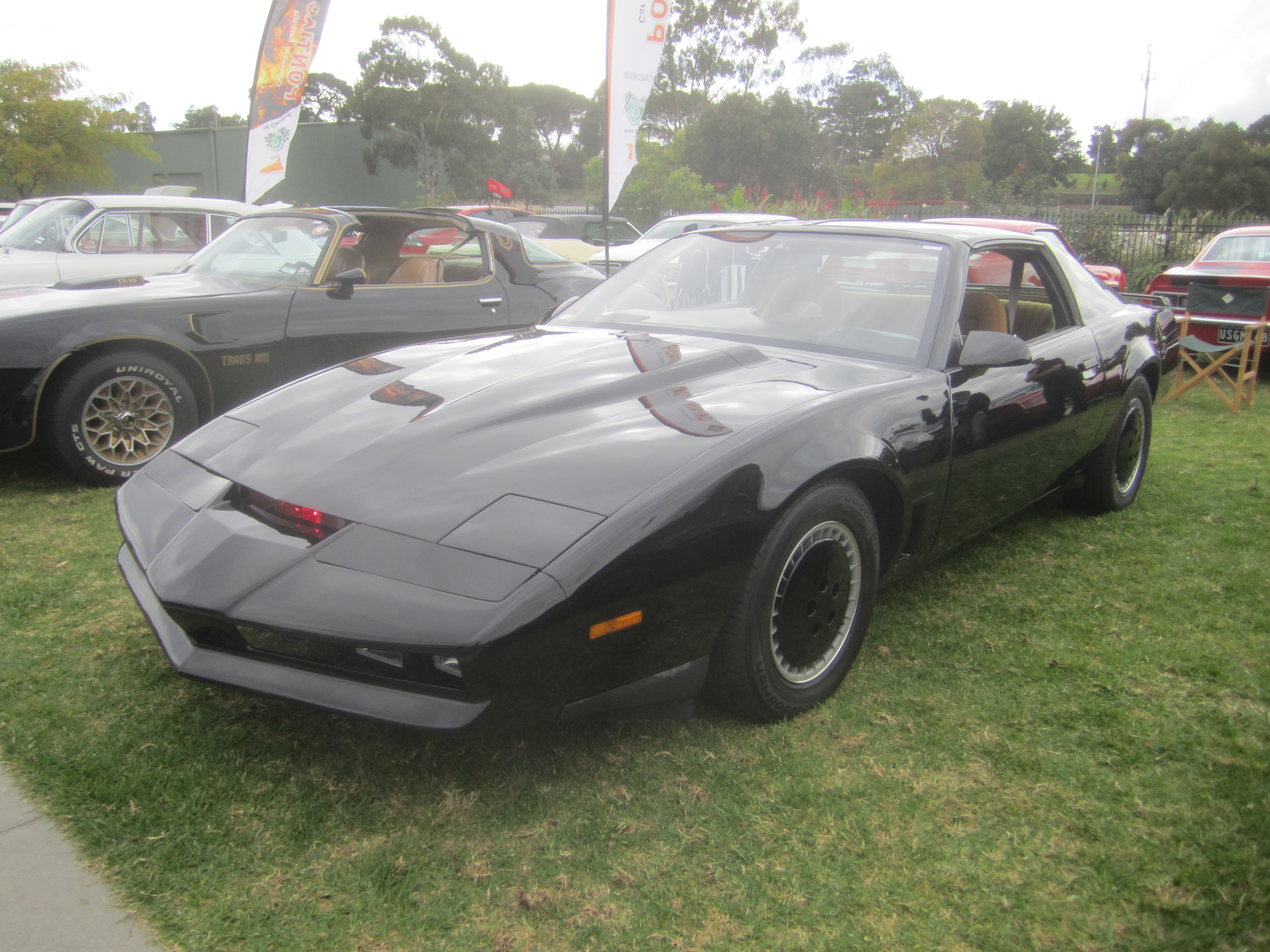
Pontiac Firebird Trans Am modelo 1982

Michael Arthur Long (interpretado por David Hasselhoff) era un honesto teniente de la policía que se encontraba liderando una investigación al poderoso grupo informático COMTRON, por espionaje industrial. Al momento de caer en cumplimiento del deber, se hallaba trabajando de incógnito junto a su compañero Muntzy (Herb Jefferson, Jr.), protegiendo a dos ejecutivos de Consolidated Chemical Corporation: Tanya Walker (Phyllis Davis) y Charles Acton (Ed Gilbert). Durante la investigación, Long se infiltra como un secuaz de Gerard Wilson (Vince Edwards), un ejecutivo de COMTRON que a su vez vigila los movimientos de Acton, a fin de robarle los planos de un sistema informático que tenía planeado, con el fin de crear un nuevo imperio a espaldas de COMTRON. Para ello, Wilson envía a su espía Lonnie (Shawn Southwick) a infiltrarse en la habitación de Acton, para tomar fotografías de los planos de su invento. Muntzy, que simulaba ser un electricista, da la alerta a Long, pero el plan se echa a perder cuando Lonnie delata a Muntzy, quien a pesar de perseguirla termina siendo disparado por el jefe de seguridad de Wilson, Vernon Gray (Lance LeGault). Long se lanza a la persecución de los asesinos de Muntzy, siendo alcanzado por Tania, quien lo acompaña en su búsqueda. Durante el trayecto de la persecución, Long revela a Tania los motivos de su espionaje. Sin embargo, cuando por fin logra dar alcance a Wilson y su gente, Tania traiciona a Michael disparándole directo a su frente (una placa de platino colocada en una cirugía militar lo salvó de que el tiro le volara el cerebro, pero la bala salió por su rostro, lo que hizo que su cara quedara desfigurada) y dejándolo tendido al costado de su Pontiac Trans-Am negro. Para fortuna de Michael, es rescatado por una misteriosa organización, que además de adulterar su rostro desfigurado, reconfiguró su coche convirtiéndolo en una letal arma de lucha contra el crimen. De esta forma, Michael Long fue rescatado por la fundación FLAG liderada por Wilton Knight, quien cambió su identidad por la de Michael Knight, a la vez de reformar su Pontiac para convertirlo en el poderoso KITT (acrónimo de Knight Industries Two Thousand, en español Industrias Knight 2000). De esta manera y tras cobrar venganza sobre quienes lo traicionaron y trataron de matar, Michael asume su nueva identidad como miembro de la Fundación para la Ley y el Orden, combatiendo al crimen a bordo de su coche y con la compañía de sus amigos Devon Miles y Bonnie Barstow.

## Personajes principales

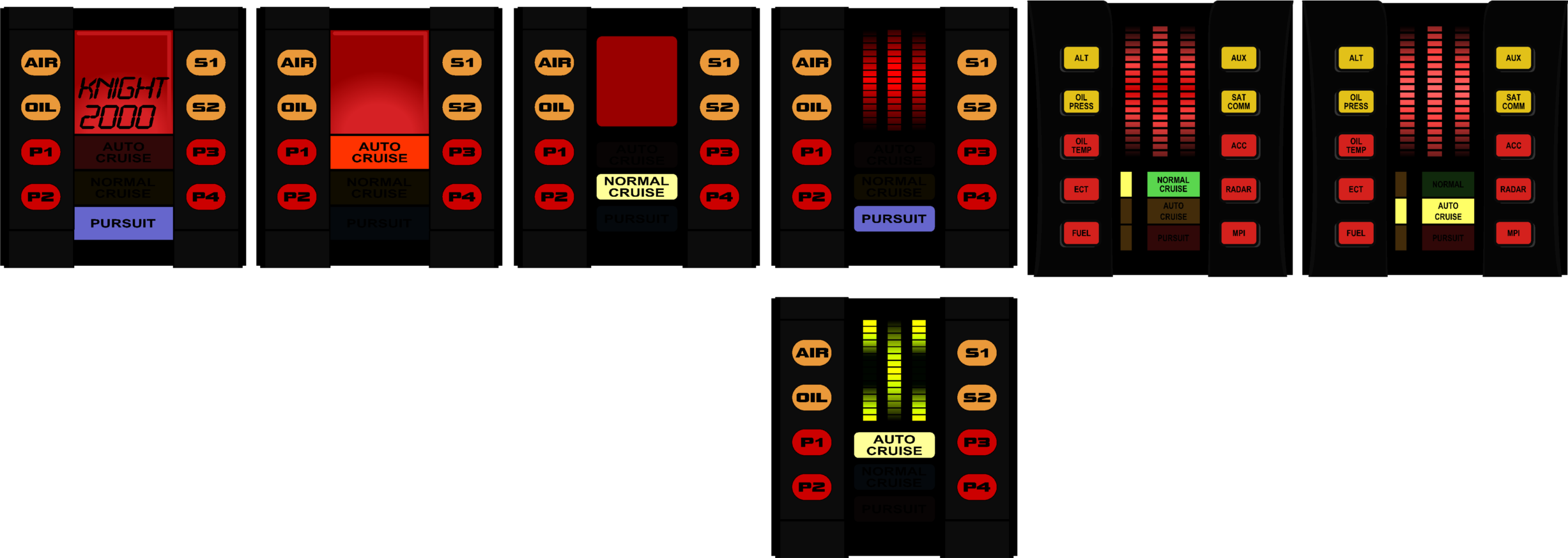
Moduladores de voz usados por KITT y KARR a lo largo de la serie.

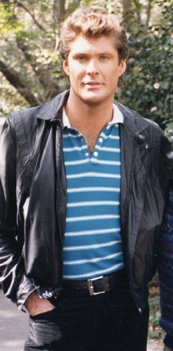
David Hasselhoff en 1986

- Michael Knight: Interpretado por David Hasselhoff. Anteriormente llamado Michael Arthur Long, era un policía honesto que fue víctima de una emboscada por la cual terminó con el rostro desfigurado. Una vez rescatado por la Fundación para la Ley y el Gobierno de Wilton Knight, su identidad fue adulterada, como así también su coche, un Pontiac Trans-Am que fue convertido en KITT, el Auto Fantástico. Tras haber cobrado su venganza, decide continuar dentro de la Fundación como miembro principal, siendo el conductor de KITT y la principal amenaza para el crimen organizado.
- KITT: Personificado sobre un modelo Pontiac Trans-Am, es un automóvil fabricado por Wilton Knight sobre la base del coche personal de Michael Long. Es un automóvil dotado de una inteligencia artificial, que le permite interactuar con Michael, a la vez de tener la posibilidad de ser autosuficiente. Su carrocería está revestida con un material molecular que lo vuelve indestructible al ataque de proyectiles, sin embargo en tres oportunidades logró ser neutralizado, al punto tal de casi ser reducido a nada, de hecho, aunque el aspecto exterior siguió siendo el mismo durante toda la serie, interiormente  los mandos y salpicadero sufrieron una modificación completa, después del primer episodio de la tercera temporada. El modulador de voz original ya se había cambiado a partir del capítulo 1x14. En muchas oportunidades, KITT suele tomar decisiones por encima de su conductor, cada vez que este se encuentra en una situación muy peligrosa. A partir de la cuarta temporada, prescinde de su coraza molecular para poder dar paso a un sistema aerodinámico que le permite alcanzar velocidades inimaginables, en el momento de activarse, la carrocería sufre importantes cambios, alerones que salen de los laterales, elevación de la parte trasera y prolongación hacia adelante del frontal donde se encuentra el escáner, que acaba convirtiendo a KITT en una especie de coche de carreras de Fórmula 1; todo ello es reversible al activar otro mando. Como medida de seguridad en este modo de conducción, contaba con un poderoso sistema de frenos que al accionarse, lanzaba tres paneles al frente, situados a los lados y en la parte superior, de esta manera, prácticamente podía parar en seco, incluso yendo a máxima velocidad. En la cuarta temporada se le añade una función para pasar de cubierto a descapotable. Su famoso escáner oscilante delantero, es un homenaje/referencia a los que llevaban los antagonistas principales de la saga Battlestar Galactica, los cylons. Es de notar que el zumbido del motor que se oye es debido al equipo de inyección, está dotado de transmisión automática y tracción trasera.
- Devon Miles: Interpretado por Edward Mulhare. Es el mayordomo y principal secretario de Wilton Knight, cuenta con una personalidad muy recta, seria y educada, siendo un perfecto caballero inglés. Fue quien llevó a cabo la supervisión de la construcción de KITT y tras la muerte de Wilton, asume el rol de maestro y consejero de Michael en su lucha contra el crimen. Es un gran amante de las motos, compitiendo y ganando varios campeonatos en su juventud.
- Bonnie Barstow: Interpretada por Patricia McPherson. Tiene la misión de reparar y poner a punto a KITT. Es una joven experta en mecánica e informática, que tiene su base de operaciones en el Semirremolque Knight, un camión con tráiler diseñado por Wilton Knight equipado con las más altas tecnologías y herramientas de última generación, que Bonnie lleva adelante como un verdadero taller andante. Suele generarse entre ella y Michael un interés que va más allá de la amistad, aunque no lo quieran demostrar por pretender no mezclar el amor con sus respectivos trabajos. Debido a un problema contractual de McPherson con los ejecutivos de la serie, el personaje de Bonnie fue retirado en la segunda temporada, siendo reincorporada en la tercera y cuarta a pedido de los fanáticos.

## Enemigos

### KARR
KARR (acrónimo de Knight Automated Roving Robot, o Robot Rodante Automatizado Knight en la versión española) es la versión prototipo de KITT, originalmente diseñado por Wilton Knight y construido por su empresa Knight Industries. Al terminar el vehículo, la CPU de KARR fue instalada y activada. Sin embargo, un error de programación hizo que la computadora fuese inestable y potencialmente peligrosa, debido a su directiva primaria de auto-preservación. El proyecto fue suspendido y el automóvil fue puesto en almacenamiento hasta que se pudiera encontrar una solución. Apareció en dos episodios, en la primera y en la tercera temporada.
En la temporada uno, dos sujetos en estado etílico lo activan intencionalmente en una bodega, donde permanecía guardado, luego KARR hace que se ilusionen con la idea de conseguir el oro de una exhibición y al final se enfrenta a KITT, sale disparado por un precipicio, cae en la playa y aparentemente explota. Luego en la tercera temporada en el episodio KITT vs KARR una pareja pasea por la playa, lo encuentra enterrado en arena, lo reactiva y comienza a convencer a uno de los chicos para que las cosas sean más fáciles, incluso atacan el tráiler de la Unidad Móvil de la Fundación para la Ley el Gobierno, robando a Bonnie un láser que iba a ser usado en su contra. Luego el equipo especial de FLAG, crea unos reflectores para el láser para el enfrentamiento final, donde en la última escena ambos usan el Turbo Propulsor y los dos impactan, KARR queda destrozado en pedazos, KITT sale ileso, y de KARR solo queda su Unidad de Control tiritando.

### Goliath
Camión tráiler dotado con el mismo blindaje de Kitt y conducido por Garthe Knight, antagonista de Michael Knight.

### Garthe Knight
Garthe Knight (interpretado por David Hasselhoff) es el hijo malvado de Wilton Knight y de Elizabeth Knight. Garthe es despiadado, malvado y cruel, sobre todo con Michael Knight, porque piensa que su padre lo creó a su imagen y semejanza para reemplazarle. Garthe Knight creó un camión con el blindaje molecular de KITT, Goliath. En dos episodios de la segunda temporada Michael y KITT tuvieron que enfrentarse contra Goliath, conducido por su creador, Garthe Knight. Garthe era el primogénito de Wilton, mas no Michael Knight, que fue adoptado para trabajar en FLAG.

## Videojuegos
En los años 80, el éxito de la serie fue muy grande, y se programaron algunos videojuegos para Nintendo NES y otros sistemas. Posteriormente, han aparecido nuevos títulos basados en la serie para PC y PlayStation 2. Básicamente todos los juegos poseen el mismo patrón: conducir a KITT a toda velocidad por autopistas y carreteras, persiguiendo villanos y luchando contra otros vehículos, lo que a la larga resultaban monótonos en jugabilidad y desarrollo. En las últimas entregas aparecidas en PC y PlayStation 2 se hace más hincapié en la exploración de escenarios, pero al final pasamos más tiempo conduciendo a KITT que otra cosa.
- Knight Rider (ZX Spectrum, Ocean Software, octubre de 1986, Europa)
- Knight Rider (Commodore 64, 1986, EE. UU. y Europa)
- Knight Rider (Amstrad CPC, 1986, solo en Europa)
- Knight Rider (Nintendo NES, 1989, EE. UU., Europa y Japón)
- Knight Rider Special (TurboGrafx 16, 1989, solo en Japón)
- Knight Rider: The Game (PC y PlayStation 2, 2003, solo en Europa)
- Knight Rider: The Game 2 (PC y PlayStation 2, 2004, solo en Europa)
- Grand Theft Auto V (PC, Xbox 360, Xbox One, PlayStation 3 y PlayStation 4; se añadió en forma de un DLC)
- Rocket League (PC, Xbox One, PlayStation 4, Nintendo Switch; se añadió en forma de un DLC)
- LEGO Dimensions (Playstation 4, Xbox 360, WiiU, Xbox ONE; Se añadió al juego en forma de expansión al comprar el FUN PACK
- Fortnite (se agregó en forma de skin para los coches)

## Ediciones en VHS
En la época de los años 80 y 90, se puso a la venta varios vídeos en VHS con los mejores capítulos de la serie (la mayoría capítulos dobles), incluido el telefilm Knight Rider 2000.

## Edición en DVD
El 15 de diciembre de 2004 se lanzó en España por primera vez la primera temporada en DVD en un pack de 8 discos. Sin embargo, la edición mostraba una cierta falta de control de calidad, ya que presentaba defectos como que todos los extras, documentales, entrevistas y audiocomentarios se quedaron únicamente en inglés sin subtitular, o que el primer episodio piloto "La Noche del Fénix" estaba situado en el disco 7, cuando debería figurar como primer capítulo en el disco 1. Uno de los capítulos, "Dame la libertad... o dame la muerte" estaba completamente en inglés con subtítulos. El telefilm-secuela Knight Rider 2000 fue incluido en el pack, aunque también en inglés con subtítulos. Estos fallos fueron criticados duramente por los seguidores de la serie.
La segunda temporada fue lanzada en España el 31 de agosto de 2005 en un paquete de 6 discos. No incluyeron ningún extra, excepto tráileres de otras series de Universal Studios. Tampoco estaba exenta de defectos, como el hecho de que el capítulo Ladrones ruidosos fue incluido únicamente en inglés.
La tercera temporada apareció el 29 de noviembre de 2006 en un pack de 6 discos. Sin duda ésta es la temporada que peor calidad de imagen posee, excepto en los capítulos KITT contra los robots y Al borde de la muerte, que poseen una imagen muy limpia y nítida. Todo lo contrario que en el resto de capítulos, cuya calidad de imagen deja mucho que desear. No se incluyó ningún extra de ningún tipo.
La cuarta temporada se puso a la venta a finales de mayo de 2007, en un pack con 6 discos, incluyendo por primera vez menús animados en la selección de capítulos, así como un libreto con variada información sobre la serie.
| Título              | Región 1            | Región 2                 | Región 3 (solo Taiwán) | Región 4                 | Episodios |
| ------------------- | ------------------- | ------------------------ | ---------------------- | ------------------------ | --------- |
| Temporada Uno       | 3 de agosto de 2004 | 13 de septiembre de 2004 | 7 de abril de 2007     | 1 de diciembre de 2004   | 22        |
| Temporada Dos       | 12 de abril de 2005 | 4 de julio de 2005       | 24 de julio de 2007    | 19 de septiembre de 2005 | 24        |
| Temporada Tres      | 31 de enero de 2006 | 26 de mayo de 2006       | N/A                    | 12 de julio de 2006      | 22        |
| Temporada Cuatro    | 4 de abril de 2006  | 18 de septiembre de 2006 | N/A                    | 20 de septiembre de 2006 | 22        |
| La Última Colección | N/A                 | 13 de noviembre de 2006  | N/A                    | N/A                      |           |

## Otras ediciones en DVD
En países como Reino Unido, Alemania o Italia, se pusieron a la venta antes de que las diferentes temporadas se lanzasen, varios DVD con recopilatorios de capítulos de la serie. Hubo un total de 3 volúmenes distintos, más un recopilatorio especial llamado The Best of Knight Rider, que estuvo a punto de ser distribuido en España.
Por último, la editorial Planeta De Agostini lanzó la serie completa en DVD en fascículos mensuales, en una colección de 29 discos. Cada DVD contenía tres episodios y el capítulo Dame la libertad... o dame la muerte, que sólo poseía audio en inglés en el pack de la primera temporada, apareció en la colección con el doblaje en castellano; así como el capítulo "Ladrones ruidosos" de la 2.ª temporada.

## Premios

### BMI Film & TV Awards
| Año  | Categoría          | Nominados    | Resultado |
| ---- | ------------------ | ------------ | --------- |
| 2005 | BMI Ringtone Award | Stu Phillips | Ganador   |

### Primetime Emmy Awards
| Año  | Categoría                                   | Cadena | Nominados | Resultado |
| ---- | ------------------------------------------- | ------ | --- | --------- |
| 1983 | OUTSTANDING FILM SOUND EDITING FOR A SERIES | NBC    | Barney Cabral John Detra Dennis Diltz Sam Gemette Robert Gravenor Phil Haberman Jerry Jacobson Walter Jenevein Marvin I. Kosberg Billy Mauch Tony Palk Edward Sandlin Sam Shaw William Shenberg Bruce Stambler Andy Torres Kyle Wright | Nominado  |

### Troféu Imprensa, Brasil
| Año  | Categoría   | Resultado |
| ---- | ----------- | --------- |
| 1984 | Mejor serie | Nominado  |
| 1985 | Mejor serie | Ganador   |

### TV Land Awards
| Año  | Categoría                           | Nominados                                     | Resultado |
| ---- | ----------------------------------- | --------------------------------------------- | --------- |
| 2003 | Personaje favorito de doble rol     | David Hasselhoff Por Michael y Garthe Knight. | Nominado  |
| 2005 | Most Uninsurable Driver             | David Hasselhoff                              | Nominado  |
| 2006 | El mejor equipo o aparato admirable | David Hasselhoff Por K.I.T.T., el coche.      | Nominado  |
| 2007 | El mejor equipo o aparato admirable | David Hasselhoff Por K.I.T.T., el coche.      | Nominado  |

### Young Artist Awards
| Año  | Categoría                                         | Cadena | Nominados    | Resultado |
| ---- | ------------------------------------------------- | ------ | ------------ | --------- |
| 1984 | BEST YOUNG ACTRESS - GUEST IN A TELEVISION SERIES | NBC    | ROBYN LIVELY | Nominado  |

## Secuelas
Tras la cancelación de la serie original, hubo varios intentos años más tarde de recuperar la serie de varias maneras, que fueron las siguientes:

### Knight Rider 2000
La serie finalizó en 1986 tras 90 episodios (si se cuentan los seis episodios largos). Más tarde, en el año 1991, Universal rodó una película para la televisión llamada Knight Rider 2000 (en España se le llamó KITT 2000) en la cual Devon Miles se siente obligado a pedir ayuda a Michael que abandonó la fundación años antes. KITT es desmantelado durante el abandono de Michael y deciden construir un nuevo coche, el Knight Industries Four Thousand (KIFT), un Dodge Stealth modificado y retocado para parecerse a un Pontiac Banshee. La película era en realidad un episodio piloto, ya que Universal pretendía relanzar la serie pero situándola en el año 2000. Sin embargo, la película tuvo muy mala crítica, ya que no poseía el espíritu de la serie original, y apenas había acción, espectáculo y toques de comedia (tres cosas que sí poseía la serie original). Además, durante todo el largometraje, denotaba la falta de presupuesto de que disponían los productores.
Esta película viene incluida en el pack de la primera temporada en DVD de El Auto Fantástico.

### Knight Rider 2010
En 1994 se rodó otra película llamada Knight Rider 2010 (inédita en España), que no tenía nada que ver con la serie original salvo en el título y que aparecía un auto que hablaba, pero no era KITT. Los fanes más acérrimos de la serie desechan esta película como si no existiera. En ningún momento se hace referencia alguna a la Fundación para la Ley y el Orden, a Michael Knight, a KITT, ni a nada que apareciese en la serie original. Además, se llevó muy malas críticas como película de acción. Narraba la historia de Jake McQueen, que busca vengarse del jefe de una corporación llamada Chrysalid, que asesinó a su padre y a su novia. Para ello, construye un auto dotado de gadgets, armamento y blindaje. Además, mediante un ordenador consiguió cristalizar el alma de su novia muerta y lo introdujo en su auto. Este se llama igual que su novia, ANNA, y puede hablar (con la misma voz que su novia), conducirse sólo, entre otras cosas. El diseño de este auto no gustó nada al público, ya que la película tiene un ambiente posapocalíptico muy al estilo de películas como Mad Max que lo alejaban completamente del look de la serie original, y el auto poseía un diseño muy tosco y pobre.

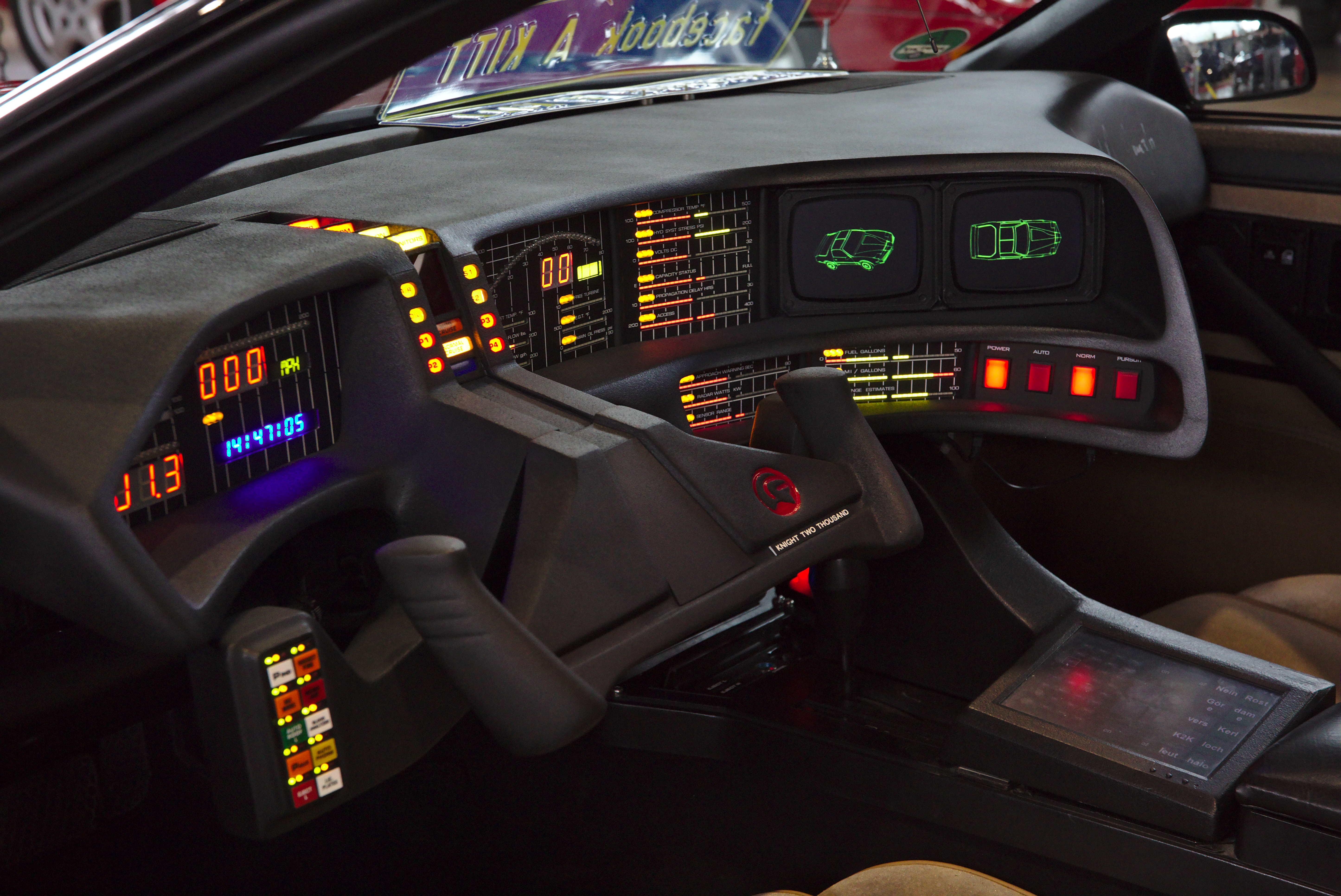
El interior de KITT en las dos primeras temporadas.

### Knight Rider 2008
La NBC anunció el regreso de esta serie con un renovado KITT (Knight Industries Three Thousand) y nuevos actores, y emitió una película (como primer capítulo) de dos horas de duración en 2008.
En esta nueva serie se usan Ford Mustang Shelby GT500KR: uno llamado KITT Hero, que será el auto base para las escenas normales. Tiene 540 caballos de potencia, el segundo llamado KITT Attack, una versión súper rápida, para las escenas veloces. El "Hero" se transforma en el "Attack" con la ayuda de tecnología "air-ride" (suspensión neumática que es utilizada para levantar o bajar el auto) y partes especializadas (el equivalente al modo de "super persecución" del antiguo KITT). El tercero es el KITT Remote, que es el auto sin conductor.
KITT (Knight Industries Three Thousand) es el mejor auto del momento capaz de hackear casi cualquier sistema, tiene un sistema de nanotecnología que le permite cambiar de forma y de color. Su inteligencia artificial lo hace un eficiente compañero contra el crimen, lógico, preciso y con conocimientos infinitos. Es el mejor de los autos y algunos estarán dispuestos a hacer lo que sea para conseguirlo. La voz del nuevo KITT es prestada por el actor Val Kilmer.
Esta película/episodio piloto se estrenó en España el domingo 11 de mayo de 2008 a las 22:00. (horario de máxima audiencia) dentro del espacio La película de la semana de TVE, bajo el título El coche fantástico: La película, obteniendo una audiencia notablemente alta y consiguiendo un gran éxito. En Hispanoamérica fue estrenada el viernes 3 de abril a las 23:00. por Warner Channel y la serie fue los domingos a las 20h. En España, esta nueva serie se emitió en el canal Sci Fi de Digital + y desde el 9 de julio, La Primera de TVE comenzó a emitir la serie los jueves a las 22h, en horario de máxima audiencia. Cada jueves se emitían dos capítulos seguidos. En México se estrenó esta nueva serie el viernes 2 de octubre de 2009 a las 22:30 con gran éxito, transmitiéndose 2 capítulos seguidos, la audiencia nostálgica de los 80 aun extraña a los protagonistas originales, como David Hasselhoff y demás, al menos se pensó que en el primer capítulo de estreno aparecerían pasando el relevo a esta nueva generación.

#### Sinopsis
Sarah Graiman tiene 24 años y es una candidata a un Ph.D en la Universidad de Stanford, siguiendo los pasos de su padre Charles. Pero cuando un hombre intenta secuestrarla, Sarah recibe una misteriosa llamada de KITT advirtiéndole. Le cuenta que él es una creación de su padre, el cual también inventó el primer KITT hace 25 años y que en esos momentos corre peligro. Tras rescatarla y asegurarse de que está bien, KITT procede según su programa para ese escenario, el cual es acudir a la ayuda de Mike Traceur (hijo de Michael Knight), el cual acaba de llegar de la guerra de Irak para que la ayude. Al principio él no quiere ayudarla pero luego cederá. Juntos investigarán para averiguar quién quiere robar a KITT y buscarán a su padre. Mención especial merece David Hasselhoff, que vuelve a interpretar brevemente al protagonista original, Michael Knight, en una breve aparición especial casi al final del metraje.
En los siguientes capítulos, Mike Traceur cambia su nombre original por el de Michael Knight, a causa de varios acontecimientos. A partir de ahí, buscará sus recuerdos perdidos cuando cumplía misiones en Irak como militar.

#### KARR
KARR es la primera versión prototipo de KITT, diseñado y construido originalmente por Charles Graiman. KARR quiere decir Exo-esqueleto Auto-Cibernético Errante Knight. Un error en la programación hace a su computadora inestable y potencialmente peligrosa permitiendo su autoreprogramación. El proyecto es suspendido y el auto es guardado hasta que se encuentre una solución al problema. Al contrario que KITT, cuya directiva primaria es proteger la vida humana, KARR fue programado para la auto protección, haciéndolo impredecible. En uno de los capítulos de la serie, Mike descubre que, hacía un tiempo, formó parte de las pruebas de Knight Industries para pilotar a KARR.

## Premios Knight Rider 2008

### Golden Reel Award Motion Picture Sound Editors, USA
| Año  | Categoría                                                           | Episodio           | Nominados | Resultado |
| ---- | ------------------------------------------------------------------- | ------------------ | --- | --------- |
| 2009 | Best Sound Editing: Long Form Sound Effects and Foley in Television | Prometheus - Pilot | Jeffrey Rosen (supervisor de edición de sonido) Craig T. Rosevear (editor supervisor de foley) Brad North (diseñador de sonido) Aaron D. Weisblatt (editor de sonido) Lee Gilmore (editor de sonido) Michael Lyle (artista foley) Paul Stevenson (artista foley) Episodio: "Prometheus" | Nominado  |

### VES Award Visual Effects Society Awards
| Año  | Categoría                                                              | Nominados                                                      | Episodio   | Resultado |
| ---- | ---------------------------------------------------------------------- | -------------------------------------------------------------- | ---------- | --------- |
| 2008 | Outstanding Visual Effects in a Broadcast Miniseries, Movie or Special | Sam Nicholson Scott Ramsey Christopher Martin Michael Enriquez | Prometheus | Nominado  |

## Otros datos
El tema principal de la serie fue compuesto por Stu Phillips y Glen A. Larson. Phillips estuvo componiendo música para la serie durante los primeros doce episodios. La abandonó y fue reemplazado por Don Peake el cual estuvo al frente de la música hasta el final de la serie, basándose en el tema original. Don Peake comenzó a utilizar música electrónica durante la serie y fue el toque que la caracterizaba: Un auto futurista de color negro, música electrónica y grandes virtudes.

## Doblaje
Se hicieron dos doblajes: El de Hispanoamérica y el de España.
Para España: 
Estudio De Grabación: Tecnison S.A.
```
        Dirección de doblaje: Ana María Simón
        Traductor: Alicia Losada
        Ajustador: Ana María Simón
        Técnico de sala: Vicente de la Fuente
        Técnico de Mezclas: Francisco Peramos
```

| Actor Original     | Actor De Doblaje                   | Personaje                    |
| ------------------ | ---------------------------------- | ---------------------------- |
| David Hasselhoff   | José Luis Angulo                   | Michael Knight               |
| Edward Mulhare     | Manuel Cano/Jesús Nieto            | Devon Miles                  |
| Patricia McPherson | Luisa Ezquerra                     | Bonnie Barstow               |
| William Daniels    | Carlos Revilla                     | KITT                         |
| Rebecca Holden     | Isabel Donate                      | April Curtis                 |
| Peter Parros       | Ángel Egido                        | Reginald Cornelius III (RC3) |
| Peter Cullen       | Paco Hernández                     | KARR                         |
| Richard Basehart   | Vicente Martínez/José Ángel Juanes | Wilton Knight/Narrador       |
| David Hasselhoff   | Roberto Martín                     | Garthe Knight                |

En el lanzamiento en DVD de la primera temporada de la serie, el capítulo piloto fue redoblado en el año 2003 por un reparto de actores diferente debido al deterioro del audio del doblaje original, por lo que en este capítulo en su edición en DVD tiene unas voces totalmente distintas a las que se puede escuchar en el resto de la serie. En este capítulo, Michael Knight (David Hasselhoff) es doblado por Gabriel Jiménez, Devon Miles (Edward Mulhare) por Juan Antonio Gálvez, y KITT (William Daniels) por Pablo del Hoyo.
A continuación se presenta los créditos del doblaje de Hispanoamérica:
- Estudio de Grabación: Procineas SCL (México)
- Dirección de doblaje: Jorge Santos
- Traducción y adaptación: Raúl Felipe Orozco
- Operador Técnico: José Manuel Iturralde

| Personaje                     | Actor original       | Actor de doblaje                              | Temporada |
| ----------------------------- | -------------------- | --------------------------------------------- | --------- |
| Michael Knight / Michael Long | David Hasselhoff     | Roberto Carrillo                              | 1ª-4ª     |
| K.I.T.T.                      | William Daniels      | Germán Robles                                 | 1ª-4ª     |
| Devon Miles                   | Edward Mulhare       | Ricardo Lezama                                | 1ª-4ª     |
| Devon Miles                   | Edward Mulhare       | Ángel Casarín                                 | 1ª-4ª     |
| Devon Miles                   | Edward Mulhare       | Enrique Muñoz                                 | 1ª-4ª     |
| Bonnie Barstow                | Patricia McPherson   | Dulce María Romay                             | 1ª y 3ª   |
| Bonnie Barstow                | Patricia McPherson   | Socorro de la Campa                           | 4ª        |
| April Curtis                  | Rebecca Holden       | Ana María Vázquez                             | 2ª        |
| Reginald Cornelius III "RC-3" | Peter Parros         | Raúl Felipe Orozco                            | 4ª        |
| Reginald Cornelius III "RC-3" | Peter Parros         | Rubén Trujillo                                | 4ª        |
| K.A.R.R.                      | Peter Cullen (ep. 9) | Jorge Santos                                  | 1ª        |
| K.A.R.R.                      | Paul Frees (ep. 52)  | Jorge Santos                                  | 3ª        |
| Presentación (Título)         | Richard Basehart     | Germán Robles (primeros eps.)                 | 1ª-4ª     |
| Presentación (Título)         | Richard Basehart     | Jorge Santos (resto)                          | 1ª-4ª     |
| Presentación (Título)         | Richard Basehart     | Melquiades Sánchez Orozco (El auto increíble) | 1ª-4ª     |
| Narrador inicial (Intro)      | Richard Basehart     | Federico Romano                               | 1ª-4ª     |
| Insertos y créditos           |                      | Jorge Santos                                  | 1ª-3ª     |
| Insertos y créditos           | Víctor Trujillo      | 4ª                                            |           |

#### Voces adicionales
- Alberto Gavira - Guardia de seguridad (temp. 1, ep. 21) / Barrendero (temp. 2, ep. 16)
- Alberto de la Plata
- Alejandra Vegar
- Alfonso Obregón
- Ana María Vázquez
- Angelines Santana
- Ángel Casarín
- Azucena Rodríguez
- Antonio González
- Antonio Monsell
- Armando Coria
- Bardo Miranda
- Dulce María Romay
- Eduardo Fonseca
- Elvira Monsell
- Enrique Gilabert
- Enrique Hidalgo
- Ernesto Lezama
- Federico Romano
- Federico Romeu
- Gabriel Pingarrón
- Gabriela León
- Guadalupe Noel
- Guillermo Coria
- Humberto Mendoza
- Jorge Fink
- Jorge Santos - Camarero / Motociclista (ambos, temp. 1, ep. 4)
- Magdalena Leonel
- Macrosfilio Amílcar
- Miguel Ángel Ghigliazza - Motociclista #2 (temp. 2, ep. 4)
- Patricia Quintero
- Pedro Martínez - Motociclista #1 (temp. 2, ep. 4) / Paramédico (temp. 2, ep. 16)
- Rafael Rivera
- Raúl Felipe Orozco
- Rhual Rogers
- Roberto Carrillo
- Rubén León
- Sergio de Alva
- Silvia Camarena
- Víctor Trujillo